# Melanosmicra gracilis
Melanosmicra gracilis är en stekelart som först beskrevs av Kirby 1889.  Melanosmicra gracilis ingår i släktet Melanosmicra och familjen bredlårsteklar. Inga underarter finns listade i Catalogue of Life.